# 华东理工大学附属奉贤曙光中学
华东理工大学附属奉贤曙光中学是位於中國上海市奉賢區奉城鎮的一所高中。

## 歷史
1927年四一二事件爆發後，一些中共黨員為避免被中國國民黨逮捕，出身奉城的中共地下党员李主一與刘晓於當年8月創辦私立曙光初级中学，同時成立中共曙光中学特别支部。他們以教师身份掩護中共黨員身份。當年秋，中共江苏省委决定在中共曙光中学特别支部的基础上成立中共奉贤县委员会，刘晓任书记，李主一任组织部长。1928年春"，中共浦东县委员会在曙光中学内成立。同年3月27日，曙光中学职员陈兆兰被捕。4月3日，奉賢縣政府以曙光中学涉嫌勾結中共為由，將該學校查封。同時李主一被捕，並於6月21日在龙华被處決。
1956年夏，奉城初级中学設立。1957年4月10日，學校改名为奉贤县曙光中学，當局在校园内立李主一烈士纪念碑。1978年，學校定为县直属重点中学。1990年起，學校停止招收初中学生，學校定为奉贤县重点高中。1995年，學校被評為奉贤县爱国主义教育基地。2006年，學校被評為奉贤区实验性示范性高中。
2021年3月11日，奉贤区教育局与华东理工大学合作辦學，學校更名為华东理工大学附属奉贤曙光中学。2024年9月4日，华东理工大学附属奉贤曙光中学被評為上海市特色普通高中。